# おだいじに…
『おだいじに…』は、1981年4月2日から同年9月24日まで関西テレビ制作・フジテレビ系列の『阪急ドラマシリーズ』で放送されたテレビドラマ。全26回。正式タイトルは『おだいじに…気になるあいつ』（ - きになるあいつ）。また『Take It Easy』（テイクイットイージー）という副題が添えられている。

## 概要
インターンを終えて一年になる、“女赤ひげ”を目指すという新米女医・白川あぐりが医師として成長するその姿を中心に、「ラジオ・パシフィック」の人気DJとして活躍する次女・みちこ、現代っ子でスポーツ万能な学生の三女・ますみ、亡き夫が緒方洪庵の高弟だったことを自慢する祖母・藤乃、女ばかりに囲まれて肩身が狭い父・精一郎といった一家の日常などを、神戸を舞台に明るくコミカルに描いた作品。
放送時間は毎週木曜22:30 - 23:00（JST）だが、この枠でのシリーズ放送は本作が最後。
なお1979年に日本テレビ系列の『月曜スター劇場』で放送された『おだいじに』との関係はない。

## 出演者
- 白川あぐり：市毛良枝
- 島崎豊：寺泉哲章
- 白川藤乃：南美江
- 白川みちこ：榊みちこ
- 白川ますみ：石田えり
- 白川精一郎：須永克彦
- 三村祐二（ますみのボーイフレンド）：草川祐馬
- 綾子（精一郎の愛人）：松谷令子
- 風巻孝三郎（町医者）：伊東亮英
- 用心棒・丸山：桂朝丸（現・2代目 桂ざこば）
- 浜田吾郎（ラジオ・パシフィック ディレクター）：田渕岩夫
- 岩下課長（ラジオ・パシフィック）：田畑猛雄
- ほか

## スタッフ
- 脚本：布勢博一、田代淳二
- 監督：高野昭二、辻井康一、三浦紘、坂上勇
- 撮影技術：森田利一郎、田辺皓一、石田寿昭
- 録音：長谷川圭市、高山徳太、竹中直
- 照明：中田秀
- 美術：福田弘
- 音楽：青山八郎
- 制作：KTV、宝塚映画製作所

## OPテーマ
「おだいじに…のテーマ」
- 作曲：青山八郎

## サブタイトル
1. 1981年4月2日 「気になるあいつ」
2. 1981年4月9日 「女医さんはおせっかい」- ゲスト：島村晶子（和代）
3. 1981年4月16日 「クビになりますか」
4. 1981年4月23日 「ようこそ泥棒」
5. 1981年4月30日 「とんだ用心棒」
6. 1981年5月7日 「お父さんキライ!」
7. 1981年5月14日 「ヒマラヤの夢」
8. 1981年5月21日 「野獣VS美女3人」
9. 1981年5月28日 「エッ!!結婚」- ゲスト：露の五郎（半蔵）
10. 1981年6月4日 「特効薬はミニバイク?!」- ゲスト：芦田鉄雄（西沢勝治）、道井和仁（西沢文男）
11. 1981年6月11日 「お婿さん決定!」
12. 1981年6月18日 「ニューヨークの嵐」- ゲスト：清水章吾（秋山俊）
13. 1981年6月25日 「東は東西は西」- ゲスト：清水章吾（秋山俊）
14. 1981年7月2日 「人も魚もノイローゼ」
15. 1981年7月9日 「お姉ちゃんの反乱」
16. 1981年7月16日 「おばあちゃんの帰国」
17. 1981年7月23日 「魚は正直です」
18. 1981年7月30日 「やせたい一心」- ゲスト：谷口ゆかり（ルリ子）
19. 1981年8月6日 「ボケてたまるか」
20. 1981年8月13日 「悪口は心のサイン」
21. 1981年8月20日 「心臓大作戦」
22. 1981年8月7日 「バラ色の運命」
23. 1981年9月3日 「お見合いしますか」- ゲスト：吉川佳代子（和代）
24. 1981年9月10日 「金魚鉢の恋」
25. 1981年9月17日 「アマゾンは危険です」
26. 1981年9月24日 「明日への旅立ち」